# Václav Říha (politik)
Václav Říha (17. září 1901 – ???) byl český a československý politik Československé strany socialistické a poúnorový poslanec Národního shromáždění ČSR.

## Biografie
V roce 1948 se uvádí jako zahradník, bytem Opava.
Po únorovém převratu v roce 1948 patřil k frakci tehdejší národně socialistické strany loajální vůči Komunistické straně Československa, která v národně socialistické straně převzala moc a proměnila ji na Československou socialistickou stranu coby spojence komunistického režimu.
Po volbách roku 1948 byl zvolen do Národního shromáždění za ČSS ve volebním kraji Opava. Mandát nabyl až dodatečně v prosinci 1950 jako náhradník poté, co rezignovala poslankaně Růžena Skřivanová. V parlamentu zasedal do konce funkčního období, tedy do voleb v roce 1954.